# Бетел-Спрінгс (Теннессі)
Бетел-Спрінгс (англ. Bethel Springs) — місто (англ. town) в США, в окрузі МакНері штату Теннессі. Населення — 742 особи (2020).

## Географія
Бетел-Спрінгс розташований за координатами 35°14′5″ пн. ш. 88°36′42″ зх. д. / 35.23472° пн. ш. 88.61167° зх. д. (35.234687, -88.611756).  За даними Бюро перепису населення США в 2010 році місто мало площу 5,58 км², уся площа — суходіл.

## Демографія
Згідно з переписом 2010 року, у місті мешкало 718 осіб у 286 домогосподарствах у складі 208 родин. Густота населення становила 129 осіб/км².  Було 340 помешкань (61/км²).
Расовий склад населення:
| - 82,3 % — білих - 16,9 % — чорних або афроамериканців - 0,1 % — корінних американців - 0,1 % — азіатів |

До двох чи більше рас належало 0,4 %. Частка іспаномовних становила 1,4 % від усіх жителів.
За віковим діапазоном населення розподілялося таким чином: 22,4 % — особи молодші 18 років, 60,1 % — особи у віці 18—64 років, 17,5 % — особи у віці 65 років та старші. Медіана віку мешканця становила 38,1 року. На 100 осіб жіночої статі у місті припадало 95,1 чоловіків;  на 100 жінок у віці від 18 років та старших — 90,8 чоловіків також старших 18 років.
Середній дохід на одне домашнє господарство  становив 47 321 долар США (медіана — 33 750), а середній дохід на одну сім'ю — 56 527 доларів (медіана — 48 438). За межею бідності перебувало 19,9 % осіб, у тому числі 37,5 % дітей у віці до 18 років та 9,5 % осіб у віці 65 років та старших.
Цивільне працевлаштоване населення становило 310 осіб. Основні галузі зайнятості: виробництво — 31,3 %, освіта, охорона здоров'я та соціальна допомога — 20,6 %, мистецтво, розваги та відпочинок — 11,6 %, транспорт — 7,4 %.